# Motala Båtvarv
Motala Båtvarv, eller Williams båtvarv, är en tidigare svensk båttillverkare och numera ett försäljnings- och serviceföretag för fritidsbåtar i Motala. 
Varvet grundades av Ivar William (död 1964). Det övertogs av sönerna Carl-Ivar William (född 1920), Dag William (död 2014) och drivs nu av Dag Williams söner Hans, Sven och Jan William i den tredje generationen av familjen William.
Der första varvet låg i Hyddmarken 1919. Det flyttades 1964 till Stenavadet på andra sidan viken vid inloppet till Göta kanal.
Motala Båtvarv har byggt segelbåtar, motorbåtar och roddbåtar. Båtar i trä har byggts efter ritningar av bland andra Gustaf Estlander, C G Pettersson, Ruben Östlund, Knud H Reimers och Tore Herlin. Efter andra världskriget byggde varvet uppemot 40 Nordiska folkbåtar i lokalt lärkträ. Båtkonstruktören Arvid Laurin ritade på 1970-talet för Motala Båtvarv den 10,25 meter långa motorseglaren Williamkryssaren och den 8,25 meter långa Witus 27, segelbåtar i plast med träinredningar. Williamkryssaren tillverkades i 48 exemplar.